# Cappella di San Rocco (Mondragone)

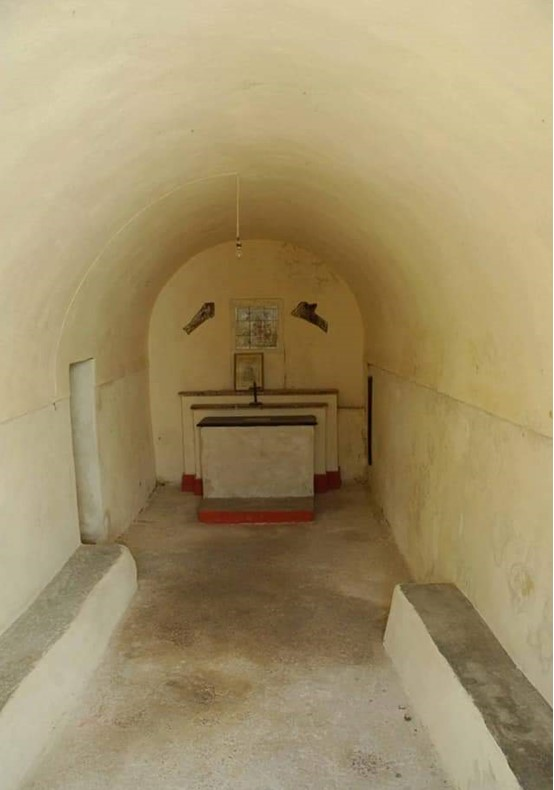
Altare della cappella di San Rocco (Mondragone)

La Cappella di San Rocco è un edificio religioso di Mondragone, sconsacrato ma attualmente visitabile. Fu costruita in prossimità della via Appia, alle pendici del Monte Petrino, nel XVII sec. d.C. e fu dedicata al patrono degli ammalati, appestati, contagiati, emarginati, viandanti e pellegrini.

## Storia

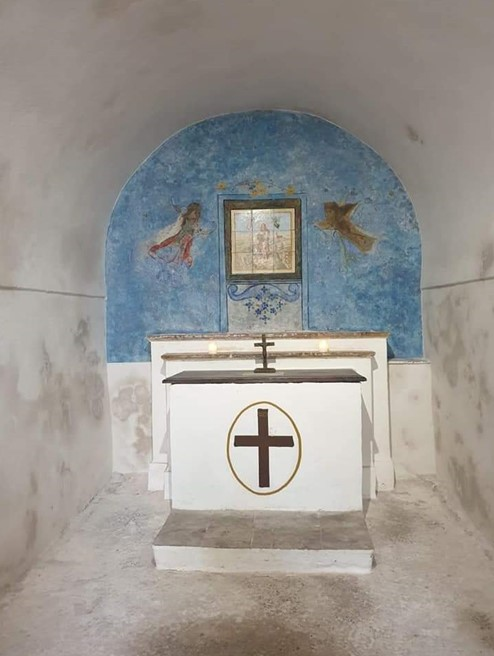
Raffigurazione San Rocco con Angeli - XVII sec. d. C.

La sua costruzione è avvenuta in un periodo particolare della storia del Regno di Napoli. Essa infatti, non a caso, fu dedicata a San Rocco proprio in virtù del fatto che tutto il meridione, nella primavera del 1656, versava in condizioni sanitarie complesse a causa della peste bubbonica che aveva infestato il Mezzogiorno.

Dopo il suo lento abbandono, la cappella è rimasta aperta al pubblico fino agli anni '90, quando si decise di chiuderla per problemi strutturali e di sicurezza, poiché necessitava di importanti lavori di ristrutturazione. Tali migliorie sono state effettuate solo nel 2019 ed hanno permesso il recupero non solo della masseria adiacente, ma anche della stessa cappella.
Durante il restauro è stato portato alla luce il ritratto "Mariano" di San Rocco, affiancato da due angeli, e tutto ciò che è stato recuperato (statua del Santo e voti dei fedeli) viene tuttora conservato presso la Chiesa di San Michele Arcangelo, sita nel rione Sant'Angelo di Mondragone.

## Scavi archeologici
Nel 1931 è stata effettuata una prima campagna di scavo. All'epoca vi fu il ritrovamento di un pavimento tessellato di due metri per sessanta centimetri, bordato da un motivo ad onde correnti a giro semplice con il colore del fondo distribuito in maniera tale da formare una scacchiera di losanghe. Tale pavimento è andato perduto nel tempo, ne resta solo un disegno realizzato da un archeologo.
Nel 2001 ulteriori scavi condotti dalla Sovrintendenza dei beni culturali, fanno emergere una villa produttiva su due livelli. Quello superiore, adiacente alla via Appia, dove si intravedono i resti di pavimentazione in "opus spicatum" e probabilmente il pavimento di una elegante "tabernae". Quello inferiore caratterizzato da una serie di ambienti a pianta rettangolare voltati a botte, di cui uno utilizzato come cisterna. La struttura viene coperta esternamente da un muro di terrazzamento ad "opus incertum".